# Gornje Orahovo
Gornje Orahovo je naseljeno mjesto u općini Foči, Republika Srpska, BiH. Nalazi se sjeverno od rijeke Ćehotine i istočno od Drine.
Spajanjem naselja Gornjeg i Donjeg Orahova nastalo je naselje Orahovo.